# Campionato italiano di calcio per amputati 2024
Il campionato italiano di calcio per amputati 2024 è la 6ª edizione del campionato italiano di calcio per amputati, disputato dal 22 giugno al 24 novembre 2024.

## Stagione
In questa sesta stagione sono 2 le squadre che continuano questo campionato: (Vicenza Calcio Amputati e Sportin Amp Football), mentre al posto delle uscenti Levante C. Pegliese e Roma Calcio Amputati prendono il loro posto gli Insuperabili e la Lazio Calcio Amputati.

## Squadre partecipanti
| Club                    | Città   | Allenatore | Stagione precedente |
| ----------------------- | ------- | ---------- | ------------------- |
| Lazio Calcio Amputati   | Roma    |            | Esordiente          |
| Invincibili             | Genova  |            | Esordiente          |
| Sportin Amp Football    | Fano    |            | 2º posto            |
| Vicenza Calcio Amputati | Vicenza |            | 1º posto            |

## Classifica
|  | Pos. | Squadra                 | Pt | G | V | N | P | GF | GS | DR  |
|  | ---- | ----------------------- | -- | - | - | - | - | -- | -- | --- |
|  | 1.   | Vicenza Calcio Amputati | 4  | 2 | 1 | 1 | 0 | 15 | 0  | +15 |
|  | 2.   | Sportin Amp Football    | 4  | 2 | 1 | 1 | 0 | 2  | 0  | +2  |
|  | 3.   | Invincibili             | 3  | 2 | 1 | 0 | 1 | 10 | 2  | +8  |
|  | 5.   | Lazio Calcio Amputati   | 0  | 2 | 0 | 0 | 2 | 0  | 25 | -25 |

Legenda:
      Campione d'Italia 2024.

## Risultati

### Tabellone
Ogni riga indica i risultati casalinghi della squadra segnata a inizio della riga, contro le squadre segnate colonna per colonna (che invece avranno giocato l'incontro in trasferta). Al contrario, leggendo la colonna di una squadra si avranno i risultati ottenuti dalla stessa in trasferta, contro le squadre segnate in ogni riga, che invece avranno giocato l'incontro in casa.
|              | INS  | LAZ  | AMP  | VIC  |
| ------------ | ---- | ---- | ---- | ---- |
| Insuperabili | ---- |      | 0-2  |      |
| Lazio Amp    | 0-10 | –––– |      | 0-15 |
| Sporting Amp |      |      | –––– | 0-0  |
| Vicenza      |      |      |      | –––– |

### Calendario[1]
|         | 1ª giornata                                      |        |
| 22 giu. | Lazio Calcio Amp. - Insuperabili                 | 0 - 10 |
| 22 giu. | Sporting Amp. Football - Vicenza Calcio Amp.     | 0 - 0  |
| 23 giu. | Lazio Calcio Amp. Football - Vicenza Calcio Amp. | 0 -15  |
| 23 giu. | Insuperabili - Sporting Amp. Football            | 0 - 2  |

|         | 2ª giornata                               |  |
|         |                                           |  |
| 19 ott. | Lazio Calcio Amp - Sporting Amp. Football |  |
| 19 ott. | Insuperabili - Vicenza Calcio Amp.        |  |
| 20 ott. | Insuperabili - Sporting Amp. Football     |  |
| 20 ott. | Lazio Calcio Amp. - Vicenza Calcio Amp.   |  |

|         | 3ª giornata                                  |  |
|         |                                              |  |
| 23 nov. | Sporting Amp. Football - Vicenza Calcio Amp. |  |
| 23 nov. | Insuperabili - Lazio Calcio Amp.             |  |
| 24 nov. | Sporting Amp. Football - Lazio Calcio Amp.   |  |
| 24 nov. | Vicenza Calcio Amp. - Insuperabili           |  |

|         | 1ª giornata                                      |        |
| 22 giu. | Lazio Calcio Amp. - Insuperabili                 | 0 - 10 |
| 22 giu. | Sporting Amp. Football - Vicenza Calcio Amp.     | 0 - 0  |
| 23 giu. | Lazio Calcio Amp. Football - Vicenza Calcio Amp. | 0 -15  |
| 23 giu. | Insuperabili - Sporting Amp. Football            | 0 - 2  |

|         | 2ª giornata                               |  |
|         |                                           |  |
| 19 ott. | Lazio Calcio Amp - Sporting Amp. Football |  |
| 19 ott. | Insuperabili - Vicenza Calcio Amp.        |  |
| 20 ott. | Insuperabili - Sporting Amp. Football     |  |
| 20 ott. | Lazio Calcio Amp. - Vicenza Calcio Amp.   |  |

|         | 3ª giornata                                  |  |
|         |                                              |  |
| 23 nov. | Sporting Amp. Football - Vicenza Calcio Amp. |  |
| 23 nov. | Insuperabili - Lazio Calcio Amp.             |  |
| 24 nov. | Sporting Amp. Football - Lazio Calcio Amp.   |  |
| 24 nov. | Vicenza Calcio Amp. - Insuperabili           |  |